# Conus wakayamaensis
Conus wakayamaensis é uma espécie de gastrópode do gênero Conus, pertencente à família Conidae.